# Olympische Sommerspiele 2020/Kanu – Zweier-Kajak 500 m (Frauen)
Das Kanu-Rennen der Frauen mit dem Zweier-Kajak über 500 m bei Olympischen Spielen 2020 wurde vom 2. bis 3. August 2021 auf dem Sea Forest Waterway ausgetragen.

## Titelträger
| Olympiasiegerinnen | Gabriella Szabó / Danuta Kozák        | Rio de Janeiro 2016 |
| Weltmeisterinnen   | Maryna Litwintschuk / Wolha Chudsenka | Szeged 2019         |

## Ergebnisse

### Vorlauf

#### Lauf 1
| Platz | Kanutinnen                                | Nation     | Zeit         | Bemerkung     |
| ----- | ----------------------------------------- | ---------- | ------------ | ------------- |
| 1     | Danuta Kozák Dóra Bodonyi                 | Ungarn     | 1:45,735 min | Halbfinale    |
| 2     | Kira Stepanowa Warwara Baranowa           | ROC        | 1:47,874 min | Halbfinale    |
| 3     | Ana Roxana Lehaci Viktoria Schwarz        | Österreich | 1:48,220 min | Viertelfinale |
| 4     | Ljudmyla Kuklinowska Anastassija Todorowa | Ukraine    | 1:50,733 min | Viertelfinale |
| 5     | Afef Ben Ismail Khaoula Sassi             | Tunesien   | 2:05,770 min | Viertelfinale |

#### Lauf 2
| Platz | Kanutinnen                     | Nation     | Zeit         | Bemerkung     |
| ----- | ------------------------------ | ---------- | ------------ | ------------- |
| 1     | Karolina Naja Anna Puławska    | Polen      | 1:44,606 min | Halbfinale    |
| 2     | Manon Hostens Sarah Guyot      | Frankreich | 1:45,533 min | Halbfinale    |
| 3     | Li Dongyin Zhou Yu             | China      | 1:45,831 min | Viertelfinale |
| 4     | Alicia Hoskin Teneale Hatton   | Neuseeland | 1:49,832 min | Viertelfinale |
| 5     | Jaime Roberts Jo Brigden-Jones | Australien | 1:52,097 min | Viertelfinale |

#### Lauf 3
| Platz | Kanutinnen                            | Nation      | Zeit         | Bemerkung     |
| ----- | ------------------------------------- | ----------- | ------------ | ------------- |
| 1     | Tamara Csipes Erika Medveczky         | Ungarn      | 1:42,776 min | Halbfinale    |
| 2     | Wolha Chudsenka Maryna Litwintschuk   | Belarus     | 1:43,377 min | Halbfinale    |
| 3     | Caroline Arft Sarah Brüßler           | Deutschland | 1:48,058 min | Viertelfinale |
| 4     | Špela Ponomarenko Janić Anja Osterman | Slowenien   | 1:48,509 min | Viertelfinale |
| 5     | Julie Funch Bolette Nyvang Iversen    | Dänemark    | 1:52,730 min | Viertelfinale |

#### Lauf 4
| Platz | Kanutinnen                            | Nation      | Zeit         | Bemerkung     |
| ----- | ------------------------------------- | ----------- | ------------ | ------------- |
| 1     | Lisa Carrington Caitlin Regal         | Neuseeland  | 1:43,836 min | Halbfinale    |
| 2     | Sabrina Hering-Pradler Tina Dietze    | Deutschland | 1:44,894 min | Halbfinale    |
| 3     | Alyssa Bull Alyce Wood                | Australien  | 1:45,499 min | Viertelfinale |
| 4     | Hermien Peters Lize Broekx            | Belgien     | 1:48,137 min | Viertelfinale |
| 5     | Alanna Bray-Lougheed Madeline Schmidt | Kanada      | 1:49,776 min | Viertelfinale |

### Viertelfinale

#### Lauf 1
| Platz | Kanutinnen                         | Nation      | Zeit         | Bemerkung  |
| ----- | ---------------------------------- | ----------- | ------------ | ---------- |
| 1     | Hermien Peters Lize Broekx         | Belgien     | 1:47,649 min | Halbfinale |
| 2     | Caroline Arft Sarah Brüßler        | Deutschland | 1:48,450 min | Halbfinale |
| 3     | Ana Roxana Lehaci Viktoria Schwarz | Österreich  | 1:49,777 min | Halbfinale |
| 4     | Alicia Hoskin Teneale Hatton       | Neuseeland  | 1:50,507 min | Halbfinale |
| 5     | Julie Funch Bolette Nyvang Iversen | Dänemark    | 1:52,678 min |            |
| 6     | Afef Ben Ismail Khaoula Sassi      | Tunesien    | 2:10,979 min |            |

#### Lauf 2
| Platz | Kanutinnen                                | Nation     | Zeit         | Bemerkung  |
| ----- | ----------------------------------------- | ---------- | ------------ | ---------- |
| 1     | Špela Ponomarenko Janić Anja Osterman     | Slowenien  | 1:46,929 min | Halbfinale |
| 2     | Alyssa Bull Alyce Wood                    | Australien | 1:47,057 min | Halbfinale |
| 3     | Li Dongyin Zhou Yu                        | China      | 1:47,471 min | Halbfinale |
| 4     | Jaime Roberts Jo Brigden-Jones            | Australien | 1:50,325 min | Halbfinale |
| 5     | Alanna Bray-Lougheed Madeline Schmidt     | Kanada     | 1:51,862 min |            |
| 6     | Ljudmyla Kuklinowska Anastassija Todorowa | Ukraine    | 1:53,184 min |            |

### Halbfinale

#### Lauf 1
| Platz | Kanutinnen                            | Nation      | Zeit         | Bemerkung |
| ----- | ------------------------------------- | ----------- | ------------ | --------- |
| 1     | Danuta Kozák Dóra Bodonyi             | Ungarn      | 1:37,912 min | A-Finale  |
| 2     | Tamara Csipes Erika Medveczky         | Ungarn      | 1:38,446 min | A-Finale  |
| 3     | Manon Hostens Sarah Guyot             | Frankreich  | 1:38,632 min | A-Finale  |
| 4     | Sabrina Hering-Pradler Tina Dietze    | Deutschland | 1:38,954 min | A-Finale  |
| 5     | Li Dongyin Zhou Yu                    | China       | 1:39,404 min | B-Finale  |
| 6     | Caroline Arft Sarah Brüßler           | Deutschland | 1:39,421 min | B-Finale  |
| 7     | Alicia Hoskin Teneale Hatton          | Neuseeland  | 1:44,119 min | B-Finale  |
|       | Špela Ponomarenko Janić Anja Osterman | Slowenien   | DNF          |           |

#### Lauf 2
| Platz | Kanutinnen                          | Nation     | Zeit         | Bemerkung |
| ----- | ----------------------------------- | ---------- | ------------ | --------- |
| 1     | Lisa Carrington Caitlin Regal       | Neuseeland | 1:36,724 min | A-Finale  |
| 2     | Alyssa Bull Alyce Wood              | Australien | 1:37,109 min | A-Finale  |
| 3     | Wolha Chudsenka Maryna Litwintschuk | Belarus    | 1:37,198 min | A-Finale  |
| 4     | Karolina Naja Anna Puławska         | Polen      | 1:37,219 min | A-Finale  |
| 5     | Hermien Peters Lize Broekx          | Belgien    | 1:39,046 min | B-Finale  |
| 6     | Ana Roxana Lehaci Viktoria Schwarz  | Österreich | 1:39,497 min | B-Finale  |
| 7     | Kira Stepanowa Warwara Baranowa     | ROC        | 1:42,069 min | B-Finale  |
| 8     | Jaime Roberts Jo Brigden-Jones      | Australien | 1:42,092 min | B-Finale  |

### Finale

#### B-Finale
Anmerkung: Gefahren wurde hier um die Plätze neun bis fünfzehn, das heißt, die Siegerinnen des B-Finales, Hermien Peters und Lize Broekx, wurden insgesamt Neunte usw.
| Platz | Kanutinnen                         | Nation      | Zeit         | Bemerkung |
| ----- | ---------------------------------- | ----------- | ------------ | --------- |
| 1     | Hermien Peters Lize Broekx         | Belgien     | 1:38,475 min |           |
| 2     | Li Dongyin Zhou Yu                 | China       | 1:39,790 min |           |
| 3     | Caroline Arft Sarah Brüßler        | Deutschland | 1:39,953 min |           |
| 4     | Ana Roxana Lehaci Viktoria Schwarz | Österreich  | 1:40,007 min |           |
| 5     | Jaime Roberts Jo Brigden-Jones     | Australien  | 1:41,073 min |           |
| 6     | Alicia Hoskin Teneale Hatton       | Neuseeland  | 1:41,121 min |           |
| 7     | Kira Stepanowa Warwara Baranowa    | ROC         | 1:44,054 min |           |

#### A-Finale
| Platz | Kanutinnen                          | Nation      | Zeit         | Bemerkung |
| ----- | ----------------------------------- | ----------- | ------------ | --------- |
| 1     | Lisa Carrington Caitlin Regal       | Neuseeland  | 1:35,785 min |           |
| 2     | Karolina Naja Anna Puławska         | Polen       | 1:36,753 min |           |
| 3     | Danuta Kozák Dóra Bodonyi           | Ungarn      | 1:36,867 min |           |
| 4     | Tamara Csipes Erika Medveczky       | Ungarn      | 1:37,114 min |           |
| 5     | Alyssa Bull Alyce Wood              | Australien  | 1:37,412 min |           |
| 6     | Wolha Chudsenka Maryna Litwintschuk | Belarus     | 1:37,647 min |           |
| 7     | Manon Hostens Sarah Guyot           | Frankreich  | 1:40,329 min |           |
| 8     | Sabrina Hering-Pradler Tina Dietze  | Deutschland | 1:42,406 min |           |